# Клиър Крийк (окръг)
Окръг Клиър Крийк (на английски: Clear Creek County) е окръг в щата Колорадо, Съединени американски щати. Площта му е 1026 km², а населението - 9574 души (2017). Административен център е град Джорджтаун.

## Градове
- Айдахо Спрингс